# Dara Eszter
Dara Eszter (Budapest, 1990. május 30. –) Európa-bajnok magyar úszó, olimpikon, a 2008. évi nyári olimpiai játékokon vett részt. Utánpótlás versenyzőként a Jövő SC és a Bp. Spartacus versenyzője volt. 2006-tól a Kőbánya SC sportolója lett.

## Sportpályafutása
2003-ban aranyérmes volt az Európai Ifjúsági Olimpiai Fesztiválon. 2004-ben érte el első sikereit a felnőtt mezőnyben, amikor 50 pillangón harmadik lett az országos bajnokságon. 2005-ben az ob-n 5. helyezést ért el 50 és 100 méter pillangón. Ugyanebben az évben a budapesti ifi Eb-n 200 vegyesen 7.-ként, 50 pillangón 18.-ként, 50 mellen 30.-ként zárt. A rövid pályás Eb-n nem jutott tovább a selejtezőkből.
2006-ban újabb felnőtt bajnoki érmeket szerzett. 50 gyorson bronz-, 100 gyorson ezüstérmes lett. A budapesti felnőtt Eb-n 50 gyorson 40., 100 gyorson 55., 200 gyorson 40., 50 pillangón 41., 100 pillangón 32. lett. Tagja volt a 11. helyezett 4x100 méteres gyorsváltónak. Az ifi Eb-n 50 pillangón 8., 100 pillangón Európa-bajnok lett. 200 és 400 vegyesen egyaránt bronzérmet szerzett. Tagja volt a 4×100 méteres ezüstérmes vegyes váltónak. Az évzáró rövid pályás Eb-n 50 gyorson 36., 100 pillangón 23.-ként végzett. 100 pillangón a világranglista 71. helyezettje lett ebben az évben.
2007-ben 2-2 ezüst- és bronzérmet szerzett a magyar bajnokságon. Rövidpályán 50 méter pillangón 3. lett. A debreceni rövid pályás Eb-n 50 pillangón 16., 100-on 13. helyen ért célba.
2008-ban az ob-n a két rövidebb távon szerzett pillangón aranyérmet, ezenkívül 50 gyorson és 200 pillangón lett második. Rövidpályán 4 számban lett magyar bajnok. A márciusi Európa-bajnokságon 100 pillangón 26., 200 vegyesen 24. lett.
A 2008-as pekingi olimpián a 4×200 méteres gyorsúszásban a váltó tagjaként 6. helyezést ért el a magyar csapattal, 100 pillangón 13. lett.
A 2008-as rövid pályás úszó-Eb-n 100 méteres pillangóúszásban bronzérmet nyert, új országos csúccsal. 50 pillangón 13. helyen végzett, 200-on a szabályok szerint nem jutott tovább, mert 2 honfitársa megelőzte őt. A 4×50 méteres gyorsváltóval 11., a 4 × 50 vegyes váltóval 9. helyezett lett. A világranglistán 38., 22. és 44. lett a pillangó versenytávjain.
A 2009-es, római vb-n 4 × 200 gyorsváltóban 6., 4 × 100 gyorsváltóban 8., 4 × 100 vegyes váltóban 14., 100 m pillangón 18., 100 háton 19., 50 pillangón 25., 100 gyorson 49. lett. A rövid pályás Eb-n 100 háton 20., 100 gyorson 16., 50 pillangón 15., 100 pillangón 7., 50 gyorson 19. lett.
A budapesti rendezésű 2010-es úszó-Európa-bajnokságon a 4×200 méteres gyorsúszásban a váltó második tagjaként úszott, amelyet megnyert a magyar csapat. A csapat többi tagja Mutina Ágnes, Hosszú Katinka és Verrasztó Evelyn volt. Egyéniben a 100 méteres pillangóúszásban is döntőbe jutott, ahol holtversenyben hatodik lett. A 4 × 100 méteres gyorsváltóval a 4., 4 × 100 méteres vegyes váltóval a 9., 50 pillangón a 12., 100 háton a 28., 200 vegyesen 39. helyen végzett. 100 gyorson ideje elődöntőt ért, de az azonos országbeli versenyzők korlátozása miatt nem indulhatott.
Az eindhoveni rövid pályás Eb-n 100 pillangón 7., 50 pillangón elődöntős, 50 gyorson 19. volt. A rövid pályás vb-n a 4 × 200 méteres gyorsváltóval 7., 50 pillangón 23., 100 pillangón 19. helyezést ért el.
A 2011-es vb-n 50 pillangón 27., 100 pillangón 36. volt. Októberben vállműtétet hajtottak végre rajta. A 2012-es Eb-n 50 pillangón 15., 50 gyorson 11., 100 gyorson 9. lett. 100 pillangón a 16. időt úszta a selejtezőben, de a szabályok szerint, mint negyedik legjobb azonos nemzetbeli, nem folytathatta tovább az elődöntőben.
Az olimpián a 4 × 100 méteres gyorsváltóval 15. volt. 100 méter gyorson egyéni csúccsal a 23. helyen végzett. Tagja volt a 4 × 100 méteres vegyes váltónak, amit kizártak a selejtezőben.
A 2012-es rövid pályás Európa-bajnokságon 100 méter háton a 23. helyen végzett. 100 méter gyorson 14. helyen jutott az elődöntőbe, ahol 11. lett. 50 méter pillangón a selejtezőben 14. lett, amivel bejutott az elődöntőbe. Itt a 15. helyezést szerezte meg. 100 méter pillangón 17., 50 méter háton 27. lett a selejtezőben és kiesett. 200 méter gyorson holtversenyben nyolcadik lett a selejtezőben. A szétúszásban nem tudta kiharcolni a döntőbe jutást.
A rövid pályás Európa-bajnokságon a 4 × 50 m váltóban nyolcadik lett.

## Magyar bajnokság
|                  | 2004 | 2005 | 2006 | 2007 | 2008 | 2009 | 2010 | 2011 | 2012 | 0–0 | 2014 |
| ---------------- | ---- | ---- | ---- | ---- | ---- | ---- | ---- | ---- | ---- | --- | ---- |
| 50 m gyors       |      | 7.   | 3.   | 2.   | 2.   | 2.   |      |      |      |     |      |
| 100 m gyors      |      |      | 2.   | 3.   |      | 3.   |      | 3.   | 3.   |     |      |
| 200 m gyors      |      |      | 4.   |      |      | 2.   | 2.   | 2.   |      |     |      |
| 50 m hát         |      |      | 5.   |      |      | 3.   | 1.   | 2.   |      |     |      |
| 100 m hát        |      |      | 7.   |      |      |      | 1.   |      |      |     |      |
| 50 m pillangó    | 3.   | 5.   | 8.   | 2.   | 1.   | 1.   | 2.   | 2.   | 1.   |     |      |
| 100 m pillangó   |      | 5.   | 8.   | 3.   | 1.   | 1.   | 1.   | 2.   | 4.   |     |      |
| 200 m pillangó   |      |      |      | 5.   | 2.   |      | 2.   |      |      |     |      |
| 4 × 100 m gyors  |      | 3.   |      | 2.   | 2.   | 2.   | 2.   | 2.   | 2.   |     | 2.   |
| 4 × 200 m gyors  |      | 2.   |      | 2.   | 2.   | 2.   | 2.   | 3.   | 2.   |     |      |
| 4 × 100 m vegyes |      | 3.   |      | 2.   | 2.   | 2.   |      | 2.   | 2.   |     |      |

## Rekordjai
50 m pillangó
- 26,97 (2008. július 9., Budapest) országos csúcs[15][16]
- 26,90 (2008. július 10., Budapest) országos csúcs[17]

100 m pillangó
- 58,51 (2008. július 10., Budapest) országos csúcs[18]
- 58,39 (2008. augusztus 9., Peking) országos csúcs[19]

50 m gyors, rövid pálya
- 25,19 (2009. november 13., Százhalombatta) országos csúcs[20]
- 24,93 (2009. december 13., Isztambul) országos csúcs[21]
- 24,90 (2009. december 13., Isztambul) országos csúcs[21]

100 m hát, rövid pálya
- 59,01 (2009. november 15., Százhalombatta) országos csúcs

50 m pillangó, rövid pálya
- 26,83 (2008. november 16., Százhalombatta) országos csúcs[22]
- 26,66 (2008. december 12., Fiume) országos csúcs[23]
- 26,54 (2008. december 13., Fiume) országos csúcs[24]
- 26,47 (2008. december 14., Fiume) országos csúcs[24]
- 26,22 (2009. december 11., Isztambul) országos csúcs
- 26,19 (2009. december 11., Isztambul) országos csúcs[25]

100 m pillangó, rövid pálya
- 57,85 (2008. december 13., Fiume) országos csúcs[26]
- 57,12 (2008. december 13., Fiume) országos csúcs[26]
- 56,88 (2008. december 14., Fiume) országos csúcs[24]
- 56,86 (2008. december 12., Isztambul) országos csúcs[27]

## Díjai, elismerései
- Magyar Köztársasági Bronz Érdemkereszt (2008)